# 709. Infanterie-Division
La 709. Infanterie-Division fu una divisione di fanteria della Wehrmacht. Istituita nel 1941, combatté contro gli Alleati in Normandia e si arrese in seguito alla caduta di Cherbourg.

## Storia
La 709. Infanterie-Division venne ufficialmente istituita il 3 maggio 1941. Inquadrata nella 7. Armee, fu utilizzata per svolgere attività di occupazione in Francia. In particolare, venne schierata in Normandia in funzione antisbarco. Il suo settore operativo era nella penisola di Cotentin. L'unità comprendeva un certo numero di battaglioni Ost, formati da prigionieri di guerra sovietici che preferivano combattere per la Germania piuttosto che stare in un campo di prigionia (ad esempio, tra le varie unità di questo tipo, due battaglioni del 739. Grenadier-Regiment erano composti da georgiani). Inoltre, gli elementi più validi della divisione furono trasferiti a combattere al fronte russo.
Il 6 giugno 1944, la divisione si ritrovò a difendere la zona di sbarco nota come Utah Beach. Gli uomini della 709., in gran parte, non avevano esperienza di combattimento. Però conoscevano il territorio, ed erano ben addestrati per la difesa. Combattendo contro la 4ª Divisione americana, e contro i paracadutisti, l'unità perse circa 4.000 soldati in 10 giorni, su un totale di 12.000 effettivi. Successivamente, la divisione ripiegò sulla fortezza di Cherbourg. Qui, insieme al 922. Grenadier-Regiment della 243. Infanterie-Division, andò a costituire il gruppo da combattimento Cherbourg, che fu tolto al comando dell'LXXXIV Armeekorps. Quindi, tutta la responsabilità della difesa del settore di Cherbourg finì per ricadere sul comandante della 709. Karl-Wilhelm von Schlieben. Questi capitolò il 26 giugno 1944, anche se gli ultimi difensori deposero le armi quattro giorni dopo.
La 709. Infanterie-Division venne ufficialmente sciolta il 26 luglio 1944.

## Organizzazione
6 giugno 1944
- Stab (quartier generale)
- Grenadier-Regiment 729 (reggimento granatieri)
  - I. Bataillon
  - II. Bataillon
  - III. Bataillon
  - Ost-Bataillon 649 (battaglione orientale)
- Grenadier-Regiment 739
  - Ost-Bataillon 561
  - II. Bataillon
  - III. Bataillon
  - Ost-Bataillon 795
- Grenadier-Regiment 919[1]
  - I. Bataillon
  - II. Bataillon
  - III. Bataillon
- Artillerie-Regiment 1709[2] (8 pezzi da 100 mm, 12 da 105 mm e 12 da 155 mm, oltre a 12 M1942 anticarro)
  - I. Abteilung
  - II. Abteilung
  - III. Abteilung
- Pionier-Bataillon 709 (battaglione genio militare)
- Panzerjäger-Abteilung 709 (9 StuG 40, 12 pezzi da 75 mm anticarro e 9 da 37 mm antiaerei)
- Grenadier-Regiment z.b.V. 752
  - Ost-Bataillon 635
  - Ost-Bataillon 797
- Nachrichten-Abteilung 709 (battaglione comunicazioni)

## Comandanti
| Grado                  | Nome                       | Dal              | Fino al          |
| ---------------------- | -------------------------- | ---------------- | ---------------- |
| Generalmajor           | Arnold von Beßel           | 3 maggio 1941    | 15 luglio 1942   |
| Generalleutnant        | Albin Nake                 | 15 luglio 1942   | 15 marzo 1943    |
| General der Artillerie | Curt Jahn                  | 15 marzo 1943    | 1º luglio 1943   |
| Generalmajor           | Eckkard von Geyso          | 1º luglio 1943   | 12 dicembre 1943 |
| Generalleutnant        | Karl-Wilhelm von Schlieben | 12 dicembre 1943 | 23 giugno 1944   |